# 이원모와가
이원모와가(李原模瓦家)는 경상북도 안동시, 안동민속박물관에 있다. 2013년 4월 9일 안동시의 문화유산 제80호로 지정되었다.